# Hucisko (Szydłowiec)
Pour les articles homonymes, voir Hucisko.
Hucisko [xuˈt͡ɕiskɔ] est un village polonais, dans le Powiat de Szydłowiec et dans la voïvodie de Mazovie dans le centre-est de la Pologne.
Il est situé à environ 8 kilomètres au sud-ouest de Szydłowiec et à 116 kilomètres au sud de Varsovie.

Sa population compte 214 habitants.